# Faisal Khan
Faisal Khan (ur. we wrześniu 1966 roku w Bombaju, Indie) – bollywoodzki aktor, brat sławnego aktora Aamir Khana. Pochodzi ze znanej rodziny filmowej – jego ojciec Tahir Hussain był producentem filmowym, wuj Nasir Hussain znanym reżyserem, scenarzysta i producentem filmowym, kuzyn Mansoor Khan reżyserem (Qayamat Se Qayamat Tak, Josh). Rozwiedziony kilka miesięcy po ślubie.
Drugoplanowe role w mało znanych filmach i sławny na całe Indie brat Aamir Khan. Aktor choruje na schizofrenię. Opieka nad nim był powodem sporu między Aamir Khanem i jego ojcem.

## Filmografia

### Aktor
1. Chand Bujh Gaya (2005) .... Rahul Mehta
2. Basti (2003) .... Satish Kulkarni
3. Border Hindustan Ka (2003) .... Raj
4. Kaaboo (2002) .... Raja (brat Shankara )
5. Mela (2000) .... Shankar Shane
6. Madhosh (1994)
7. Jo Jeeta Wohi Sikandar (1992) .... Xavier College Student
8. Qayamat Se Qayamat Tak (1988) (as Faisal) .... Baba's Gang (w okularach)

### Asystent reżysera
- Jo Jeeta Wohi Sikandar (1992)
- Tum Mere Ho (1990)

### Producent
- Tum Mere Ho (1990)